# Flügelsonne

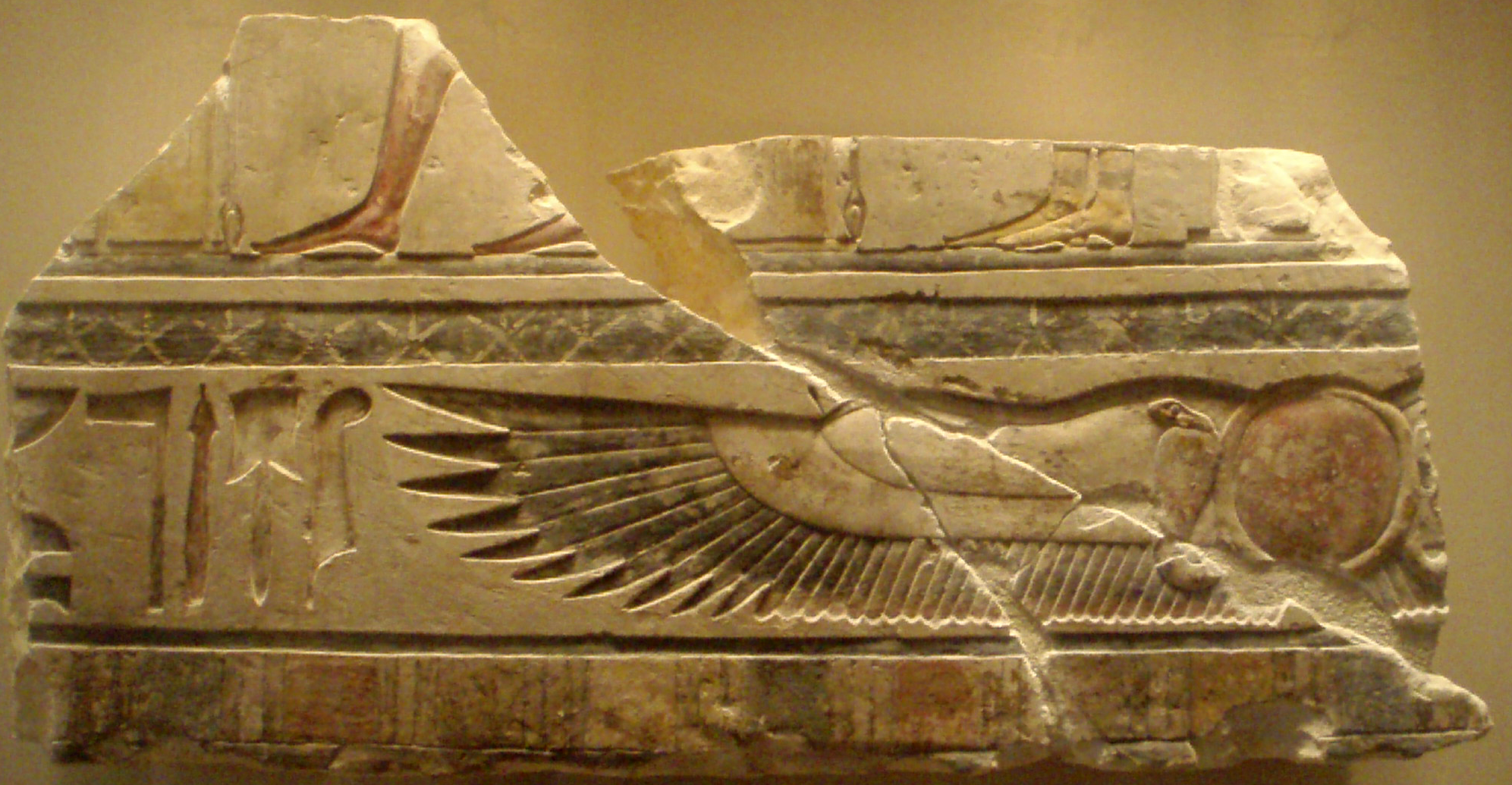
Ägyptische Flügelsonne, 12. Dynastie

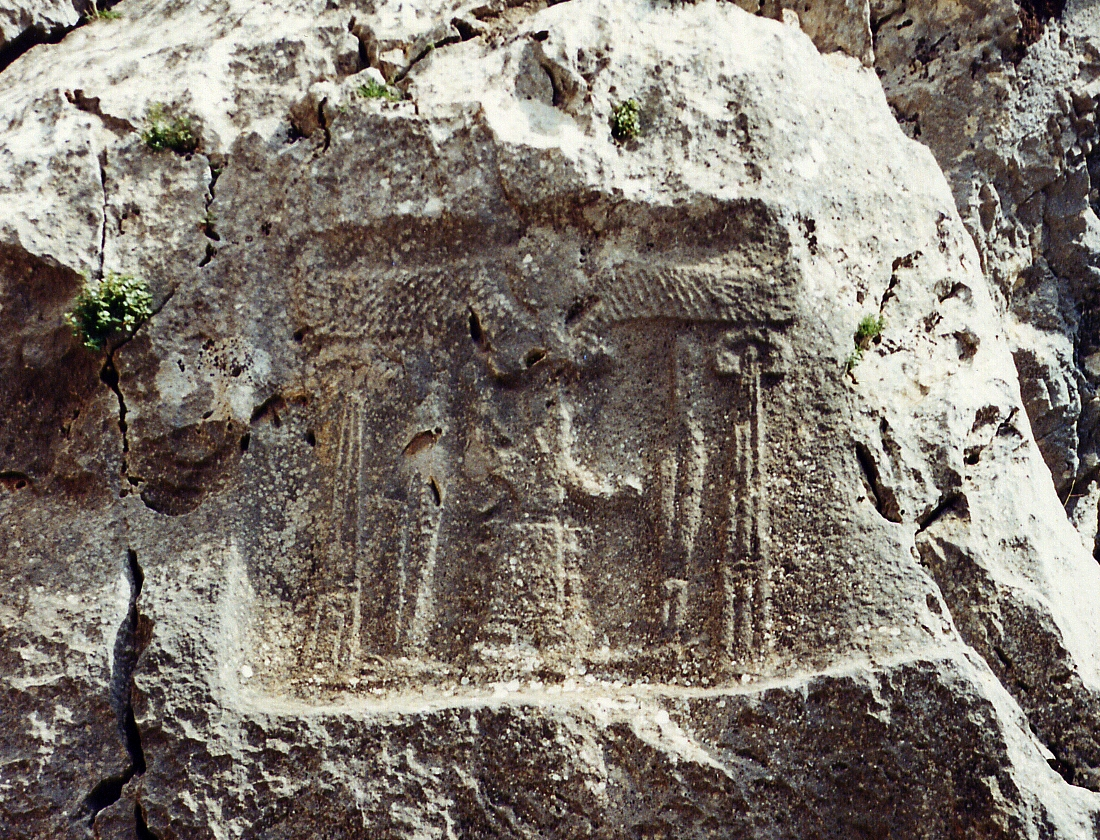
Namenskartusche des hethitischen Königs Tudḫaliya IV. mit der Flügelsonne

Die Flügelsonne war ein Sonnensymbol im Alten Orient und war im Alten Ägypten, Mesopotamien und in Anatolien bekannt.
Der Ursprung der Flügelsonne liegt im Alten Ägypten. Ab der 3. Dynastie (27. Jh. v. Chr.) wurde die Sonnenscheibe mit dem Bild eines hockenden Falken verbunden, des Vogels der Sonne sowie der Sonnengottheiten Behdeti, Horus und Ra. Die Flügelsonne konnte mit der Uräusschlange verbunden werden und wurde zum Symbol des gottbegnadeten Königtums.
Zu Beginn des 2. Jahrtausends v. Chr. wurde die Flügelsonne in Syrien übernommen, wobei der Vogelschwanz als neues Element dazukam. Sie war im Mittani-Reich weit verbreitet, von wo es ab dem 14. Jahrhundert v. Chr. auch von den Assyrern als ein Symbol des Sonnengottes Šamaš übernommen wurde.
Durch hurritische Vermittlung kam die Sonne zu den Hethitern, wo sie einerseits den Sonnengott des Himmels symbolisierte, andererseits den Herrschertitel „Meine Sonne“ bezeichnete, entsprechend dem deutschen „Seine Majestät“.
Ab dem 9. Jahrhundert v. Chr. konnte in Assyrien im Zentralteil der Flügelsonne der Oberteil eines Mannes erscheinen. Der Perserkönig Dareios I. übernahm die Flügelsonne in der Form des Geflügelten Symbols, das bis zum Untergang der Achämeniden beibehalten wurde.